# Östuna församling
Östuna församling är en församling i Knivsta pastorat i Upplands södra kontrakt i Uppsala stift i Svenska kyrkan. Församlingen ligger i Knivsta kommun i Uppsala län.

## Administrativ historik
Församlingen har medeltida ursprung. 
Församlingen utgjorde under medeltiden ett eget pastorat för att därefter till 1962 vara annexförsamling i pastoratet Lagga och Östuna som 1 maj 1923 utökades med Funbo församling.  Från 1962 är den annexförsamling i pastoratet Knivsta, Alsike, Lagga, Östuna och Vassunda som från 1972 även omfattar Husby-Långhundra församling.

## Kyrkor
- Östuna kyrka